# Wendeburg
Wendeburg – gmina samodzielna (niem. Einheitsgemeinde) w niemieckim kraju związkowym Dolna Saksonia, w powiecie Peine.

## Geografia
Wendeburg położony jest 12 km na wschód od Peine.

## Toponimika nazwy
Nazwa wskazuje na słowiańskie korzenie pierwotnej osady. Pochodzi od Wenden (niem. Wendowie). Takim mianem plemiona germańskie określały wcześniej wszystkich Słowian, którzy byli ich sąsiadami.

## Dzielnice
W skład gminy wchodzą następujące dzielnice:
| - Bortfeld - Harvesse - Meerdorf - Neubrück - Rüper | - Sophiental - Wendeburg - Wendezelle - Wense - Zweidorf |

## Współpraca
- gmina Tułowice, Polska